# Lumbier
Lumbier (en basque Irunberri) est une ville et une commune de la Communauté forale de Navarre (Espagne).
Elle est située dans la zone non bascophone de la province. Le castillan est la seule langue officielle alors que le basque n’a pas de statut officiel. Le secrétaire de mairie est aussi celui de Romanzado.

## Démographie
| Évolution démographique                                 | Évolution démographique | Évolution démographique | Évolution démographique | Évolution démographique | Évolution démographique | Évolution démographique | Évolution démographique | Évolution démographique | Évolution démographique | Évolution démographique |
| 1996                                                    | 1998                    | 1999                    | 2000                    | 2001                    | 2002                    | 2003                    | 2004                    | 2005                    | 2006                    | 2007                    |
| ------------------------------------------------------- | ----------------------- | ----------------------- | ----------------------- | ----------------------- | ----------------------- | ----------------------- | ----------------------- | ----------------------- | ----------------------- | ----------------------- |
| 1 420                                                   | 1 405                   | 1 414                   | 1 434                   | 1 430                   | 1 422                   | 1 413                   | 1 426                   | 1 409                   | 1 383                   | 1 373                   |
| Sources: Lumbier et instituto de estadística de navarra |                         |                         |                         |                         |                         |                         |                         |                         |                         |                         |

## Patrimoine

### Patrimoine religieux
- Paroisse Santa María de la Asunción édifiée au XIVe siècle
- Plusieurs retables romans et baroques, sculptés, dorés et polychromes du XVIe siècle

## Jumelage
Laroin (France) depuis 1991

### Sources
- (es) Cet article est partiellement ou en totalité issu de l’article de Wikipédia en espagnol intitulé « Lumbier » (voir la liste des auteurs).